# Harold Wallace
Harold Wallace MacDonald, né le 7 septembre 1975 à San José (Costa Rica), est un footballeur costaricien. Il joue au poste de défenseur avec l'équipe du Costa Rica et le club de AD Municipal Liberia.

## Carrière

### En club
- 1993-1994 : Deportivo Saprissa -  Costa Rica
- 1994-1995 : Zacatepec -  Mexique
- 1995-2002 : LD Alajuelense -  Costa Rica
- 2002-2003 : Club San Luis -  Mexique
- 2003-2008 : LD Alajuelense -  Costa Rica
- 2008- : AD Municipal Liberia -  Costa Rica

### En équipe nationale
Il a participé à la coupe du monde de football 2002.
Wallace participe à la coupe du monde 2006 avec l'équipe du Costa Rica.

## Palmarès

### En club
- Vainqueur de la Coupe des champions de la CONCACAF en 2004 avec Alajuelense

### En équipe nationale
- 100 sélections en équipe nationale (3 buts)